# Don’t Get Mad Get Money
Don’t Get Mad Get Money – drugi solowy album amerykańskiego rapera Fredro Starra

## Lista utworów
1. "Man Up" (feat. Dirty, Get-inz & X1) (3:22)
2. "Dangerous" (2:36)
3. "California Girls" (feat. Dirty & Get-inz) (3:46)
4. "Rambo" (2:53)
5. "Finer Things" (2:44)
6. "Just Like That" (3:13)
7. "Yo Mike (Skit)" (1:22)
8. "Funtime" (3:41)
9. "All Out" (feat. Begetz, Sticky Fingaz & X1) (2:24)
10. "Timberlands"	(3:33)
11. "Where's The Love" (3:02)
12. "Don't Get Mad, Get Money" (2:46)
13. "Reaper's Anthem (Torque)" (2:41)
14. "California Girls (Remix)" (3:56)